# Takovo-rend
A Takovo-rend (máshol Takova-rend, szerbül: Орден Таковског крста - Orden Takovskog krsta) a Szerb Fejedelemség első kitüntetése volt, melyet 1865-ben, az Oszmán Birodalom ellen indított második szerb felkelés (mely Takovoból indult) 50. évfordulója alkalmából alapítottak.
A keresztet és az ezüstmedált alapító rendeletet 1865. május 22-én írta alá Mihály fejedelem. 1883. január 23. óta (mivel egy évvel korábban kikiáltották a Szerb Királyságot) a Szerb Királyi Érdemrend nevet kapta.
A rend alapításának évében az összes, még életben levő személy megkapta a kitüntetést, aki részt vett a szerb felkelésben (összesen 385 katona).
A rendet 1903-ig adományozták, ekkor ugyanis az Obrenović-házat megbuktató I. Péter király megszüntette.

## Osztályok
A Takovo-rend öt osztállyal rendelkedezett (1878 óta):
- I. osztály: nagykeresztesek
- II. osztály: főtisztek
- III. osztály: parancsnokok
- IV. osztály: tisztek
- V. osztály: lovagok

## Leírás

#### A rend alapvető alkotóelemei
Az érdemrend jelvénye zöld babérkoszorú máltai kereszttel, rajta arany andráskereszt. Középpajzsa kerek volt, vörös, rajta kék gyűrűn belül az alapító monogramja, a gyűrűn szerb nyelvű felirat. Hátlapján a Szerb Fejedelemség címere látható, fölötte fejedelmi korona. Szalagja a szerb színekből volt alkotva.

#### Eltérések az egyes osztályok kitüntetéseinél
A IV. és V. osztálynál a középpajzs körül felül nyitott babérkoszorú található. Az V. osztály jelvénye egészen arany. A IV. osztálynál a nyolcágú kereszt fehér zománcos, aranyszegélyű, a középpajzs vörös, a monogram és a hátlap arany, a babérkoszorú zöld. A fejedelmi korona szintén zománcos. Az I., II., III. osztály jelvénye ehhez hasonló, de a babérkoszorú a kereszt karjai közt húzódik át. Az  III. és V. osztálynál a monogram alatt III., a többieknél IV. van. Szalagja vörös-kék-fehér. A viselés módja általában a többi rendjelekével megegyezik.
Katonai érdemekért a rend a jelvény fölött keresztezett kardokkal van bővítve. Előlapján csak koronás "M" betű. Szalagja vörös. A katonai jelvényekkel adományozott rendet esetleg egy magasabb osztály elnyerése után is viselik.

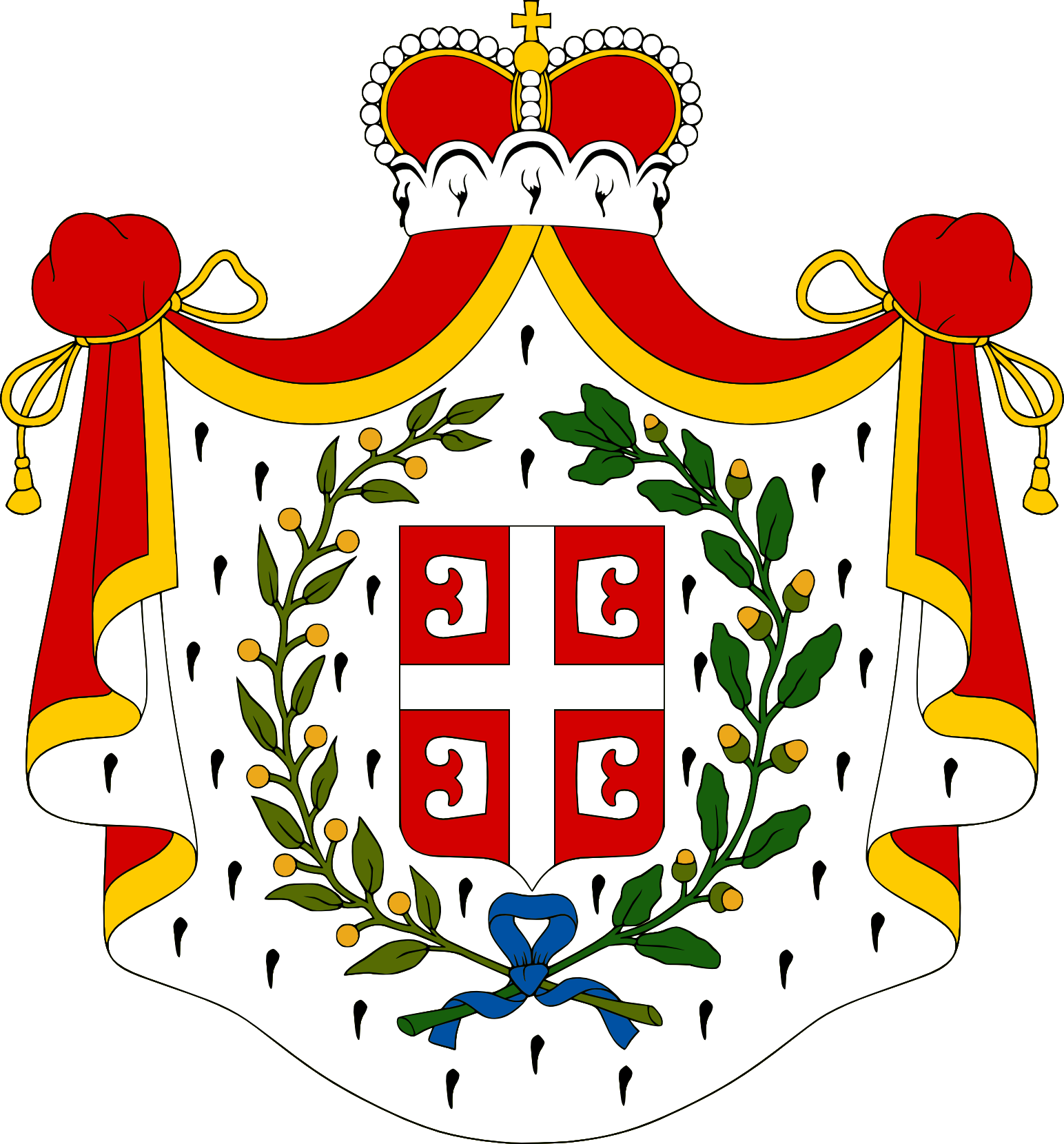
A Szerb Fejedelemség címere
Máltai kereszt
Andráskereszt

Az I. és II. osztály bal mellén nyolcágú, gyémántozott ezüst csillagot hord, rajta a II. osztályú jelvény a korona nélkül, a monogram alatt az I. osztálynál IV., a II.-nál III. szám van.

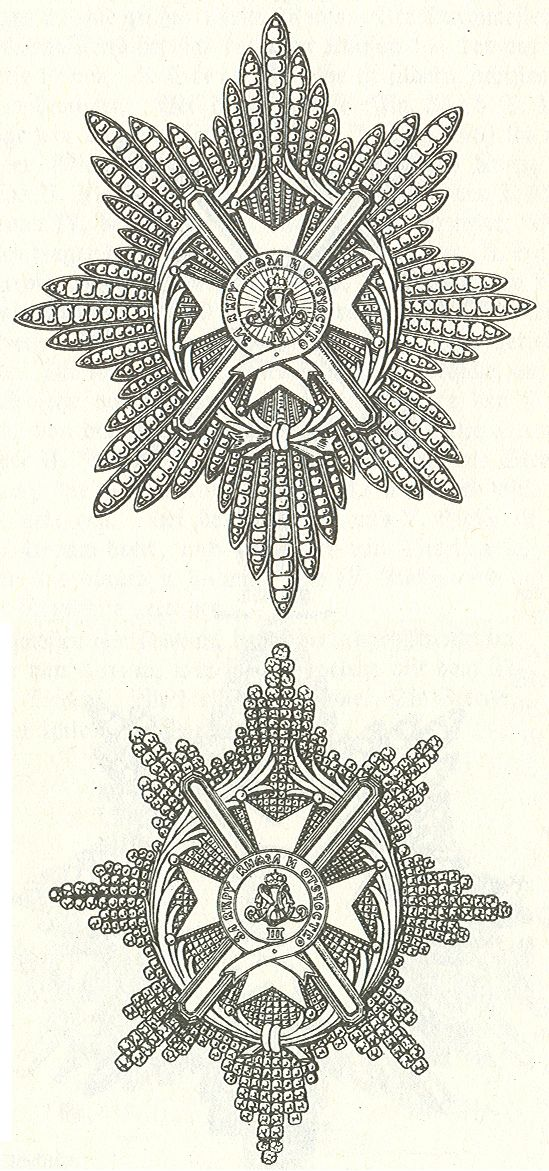
A Takovo-rend csillagai
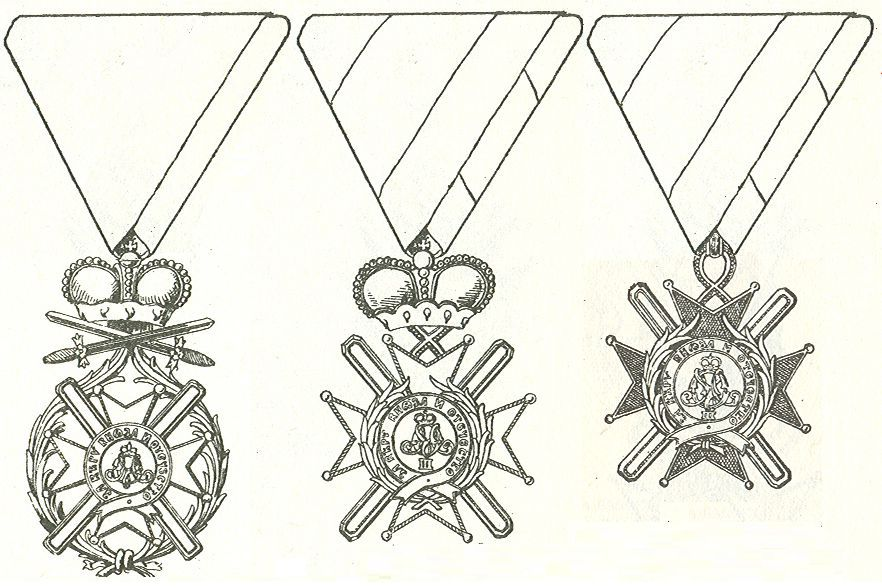
A rend jelvénysora - a keresztek

## A rend birtokosai
- Adolf von Rhemen zu Barensfeld osztrák katona, vezérezredes[1] (II. osztály)
- Arthur von Bolfras osztrák katona, vezérezredes (I. osztály)
- Arthur Giesl von Gieslingen osztrák lovassági tábornok[1] (III. osztály)
- Eduard von Paar osztrák vezérezredes, I. Ferenc József első szárnysegédje[1] (II. osztály)
- Eugen von Albori osztrák gyalogsági tábornok, Bosznia–Hercegovina tartományi kormányának főnöke[1] (II. osztály)
- Friedrich von Beck-Rzikowsky cs. és kir. vezérezredes[1] (I. osztály)
- Gáspárdy Géza főkonzul[2] (II. osztály)
- Habsburg–Lotaringiai Lajos Viktor osztrák főherceg, gyalogsági tábornok[1] (I. osztály)
- Johann Heinrich von Bernstorff német diplomata (III. osztály)
- Kállay Béni politikus, diplomata, történész[3] (I. osztály)
- Kallina Károly m. királyi főerdőmester (IV. osztály)
- Kemény Gábor gazdaságpolitikus, publicista, a Magyar Tudományos Akadémia levelező, majd tiszteleti tagja
- Kövess Hermann erdélyi német származású katonatiszt (II. osztály)
- Kruspér István metrológus, geodéta, geofizikus, a Magyar Tudományos Akadémia rendes, majd tiszteleti tagja
- Petrik Lajos vegyész, keramikus, tanár, az Állami Felső Ipariskola tanára (IV. osztály)
- Rátz István orvosdoktor, állatorvosi főiskolai tanár, a Magyar Tudományos Akadémia levelező tagja[4]
- Rohr Ferenc magyar katonatiszt, tábornok[1] (II. osztály)
- Rudolf von Chavanne osztrák gyalogsági tábornok[1] (IV. osztály)
- Rudolf Stöger-Steiner von Steinstätten osztrák katonatiszt, báró, az osztrák-magyar haderő vezérezredese (V. osztály)
- Splényi Ödön rendőrtanácsos, Blaha Lujza harmadik férje (IV. osztály)
- Viktor Dankl von Kraśnik osztrák katonatiszt, cs. és kir. vezérezredes[1] (II. osztály)
- Wladimir Giesl von Gieslingen osztrák lovassági tábornok[1] (II. osztály)
- Yovanovich Kosta, a szerb belügyminisztérium államtitkára
- Otto Wagner bécsi építész